# Antonio de Calcena
Antonio de Calcena o Antonio Ruiz de Calcena. (Calataiud, ? – Tortosa, 1539). Religiós franciscà i bisbe de Tortosa.

## Biografia
En el tercer capítol provincial de la Corona d'Aragó dels franciscans observants, celebrat en el convent de Nostra Senyora de Jesús de Barcelona, l'11 d'abril de 1524, és elegit ministre provincial. Francisco de Quiñones, ministre general de l'orde franciscà el nomena comissari general d'Espanya, i abans de la seua renúncia, el nomena vicari general el 4 de desembre de 1527, fins a l'elecció del següent ministre general.
El dia 3 d'octubre de 1528 convoca una junta general de les províncies d'Espanya, en el convent de Sant Francesc de Guadalajara on acorden, entre altres qüestions, anar al capítol general de l'orden que se celebrarà a Italia per elegir el ministre general, malgrat l'absolució d'assistir-hi realitzada per Climent VII degut als perills del mar i les pressions de Paolo Pisotti, comissari general ultramontà; exigir als nouvinguts a l'observància un major esforç en complir les regulacions; i no admetre cap franciscà conventual sense la llicència del seu mestre provincial.
Paolo Pisotti, amb l'ajut del Papa, maniobra per assegurar-se l'elecció com a ministre general de l'orde, qüestionant el nomenament d'Antonio de Calcena com a vicari general. En 1529 es realitza el capítol general de l'orde, el qual no pot presidir per una greu malaltia que el reté a Gènova, i és nomenat Paolo Pisotti com a ministre general.
En 1532 és elegit altra vegada ministre provincial de la Corona d'Aragó.
En 1533 el ministre general nomena tres comissaris generals, entre ells Antonio de Calcena, per resoldre les controvèrsies entre observants i conventuals en les províncies espanyoles.
El rei Carles I, en abril de 1533, nomena una missió per evangelitzar els moriscos valencians, formada pels franciscans Antonio de Calcena i Antonio de Guevara, i l'abat d'Arbas, Antonio Ramírez de Haro. Funden 230 esglésies en l'arquebisbat de Vàlencia, 14 en el bisbat de Tortosa i 10 en el de Sogorb.
Êl 25 d'octubre de 1537 pren possessió del bisbat de Tortosa i mor en 1539.